# Bambusa glaucophylla
Bambusa glaucophylla är en gräsart som beskrevs av Elizabeth A. Widjaja. Bambusa glaucophylla ingår i släktet Bambusa och familjen gräs.
Artens utbredningsområde är Java. Inga underarter finns listade i Catalogue of Life.